# Доробанцу (Телеорман)
Доробанцу (рум. Dorobanțu) — село у повіті Телеорман в Румунії. Входить до складу комуни Кринджень.
Село розташоване на відстані 112 км на південний захід від Бухареста, 40 км на захід від Александрії, 88 км на південний схід від Крайови.

## Населення
За даними перепису населення 2002 року у селі проживали 554 особи, усі — румуни. Усі жителі села рідною мовою назвали румунську.